# آویز (کمون)
آویز (به فرانسوی: Avize) یک کمون در فرانسه است که در canton of Avize واقع شده‌است. آویز ۷٫۶۲ کیلومتر مربع مساحت دارد ۱۱۳ متر بالاتر از سطح دریا واقع شده‌است.